# یلوم
جلوم (به هلندی: Jellum) یک منطقهٔ مسکونی در هلند است که در لیتنسرادیل واقع شده‌است. جلوم ۱۴۲ نفر جمعیت دارد.